# 巻野わかば
巻野 わかば（まきの わかば、1982年2月13日 - ）は、日本のグラビアアイドル、女優。神奈川県出身。ハーキュリーズ所属。

## 略歴・人物
子供の頃から漠然と芸能界に憧れを抱く。歌番組のスモークの演出を見て、自室でドライアイスで煙を出して母親に怒られたという逸話もある。近年になって「女優になる」というはっきりとした夢を抱き、芸能界入り。
伸びやかなスレンダーボディーとキュートな笑顔の持ち主。多数の雑誌、写真集、イメージビデオなどでグラビアアイドルとして活躍。本来の目標である女優としては、ドラマには端役で1話限りのゲスト出演もあったものの、2007年には映画『東京タワー 〜オカンとボクと、時々、オトン〜』で本格デビューしている。
2002年に、ミス札幌でSMAPの中居正広の大ファンという設定で『めちゃイケ』に出演している。
鈴木茜と仲が良く、ブログによく登場していた。

## 出演
巻野若葉 / 野間れい / 巻野わかば名義含む。

### テレビドラマ
- こちら本池上署 第1シリーズ 最終話（2002年9月16日、TBS）
- 仮面ライダーカブト 第11話（2006年4月9日、テレビ朝日） - 合コンメンバー 役
- 赤川次郎ミステリー 4姉妹探偵団 第6話（2008年2月22日、朝日放送 / テレビ朝日） - 四谷瑞穂 役
- 学校じゃ教えられない! 第1 - 3話（2008年7月15日 - 29日、日本テレビ） - SM女王様 役
- ガリレオΦ（2008年10月4日、フジテレビ） - 水着美女 役
- 月曜ゴールデン 西村京太郎サスペンス 十津川警部シリーズ42（2009年9月28日、TBS） - 首尾木咲子 役
- 月曜ゴールデン 西村京太郎サスペンス 探偵 左文字進14（2010年4月5日、TBS） - 佐々木宏美 役
- 闇金ウシジマくん 第8 - 最終話（2010年12月7日 - 14日、毎日放送） - ユカリ（風俗嬢） 役
- リバウンド（2011年4月27日 - 6月29日、日本テレビ） - 中田（編集部員） 役
- 恋なんて贅沢が私に落ちてくるのだろうか? 第4・最終話（2012年4月27日・5月25日、フジテレビTWO）
- 金曜プレステージ 検事 霞夕子3（2012年6月8日、フジテレビ）
- 浪花少年探偵団 第10話（2012年9月3日、TBS） - 報道リポーター 役
- 幸せの時間（2012年11月5日 - 、東海テレビ） - 望月雅代 役
- 土曜ワイド劇場 森村誠一の死海の伏流（2012年11月24日、テレビ朝日）
- 水曜ミステリー9 駐在刑事4（2016年12月14日、テレビ東京） - 美馬サユキ 役
- ウルトラマンジード 第3話（2017年7月22日、テレビ東京） - 看護師 役
- いつまでも白い羽根 第5・6話（2018年5月5日・12日、東海テレビ） - 後藤彩花 役

### 映画
- 東京タワー〜オカンとボクと、時々、オトン〜（2007年4月14日、松竹） - 寺島さとみ 役
- ピン中!（2016年2月27日、影山塾株式会社） - ミア 役

### Vシネマ
- 悪女戦隊 ルーラーズ 混沌
- 悪女戦隊 ルーラーズ 崩壊
- グラドル戦隊 退魔巫女戦騎トリプルランサー 黄色い恐怖!破壊されたランサースーツ
- グラドル戦隊 退魔巫女戦騎トリプルランサー 青い死闘!時の牢獄からの脱出
- グラドル戦隊 退魔巫女戦騎トリプルランサー 赤い戦慄!奪われた変身パワー
- 暗殺者 mission
- 暗殺者 The Second Chance
- グラドルキューティーレスリング BATTLE.03 The Front of Maidens
- グラドルキューティーレスリング BATTLE.03 Battle Like a Talking
- 蝶戦士ピンクフューリー
- スーパーヒロインファイト!! PsychoDiver篇
- ヒロインスーパーファイト!! "DESERTER" Ran Ryuzaki VS 3monsters

## ビデオ・DVD
- The 1st.（2005年、ライブドア）
- Bitter With The Sweet（2005年、アルゴノーツ）
- Naked〜ありのままに〜（2005年、ラインコミュニケーションズ）
- Sexy girl（2006年、マーレ）
- ハナヨリダンゴ。（2006年、エアーコントロール）
- れい Time（2007年、G.T.エンターテインメント）

## 書籍

### 写真集
- Zero Syndrome（2005年、彩文館出版）